# ロルフ・ロイター
ロルフ・ロイター（Rolf Reuter, 1926年10月7日 - 2007年9月10日）は、ドイツの指揮者。

## 略歴
ライプツィヒに生まれる。ドレスデン音楽大学に学び、1951年、アイゼナハで指揮活動を開始した。マイニンゲン、ワイマールの楽長、ライプツィヒ歌劇場の総監督として活躍後、1993年までベルリンのコーミッシェ・オーパーの指揮台に立ち、演出家ハリー・クプファー、ゲッツ・フリードリヒらとコンビを組んで多くの演目を披瀝した。ベルリンに没した。